# María Luisa Segoviano
María Luisa Segoviano Astaburuaga (Valladolid, 1950) és la primera dona a ocupar la presidència d'una sala del Tribunal Suprem d'Espanya.
Procedeix d'una família vinculada a la justícia des de tots costats. El seu pare era jutge, la seva mare advocada, té germans professionals jurídics i ella va estudiar Dret a la Universitat de Valladolid. Va aprovar les oposicions com a secretària de magistratura de Treball i va exercir a Barcelona, Palència i Valladolid del 1974 al 1987. El seu primer destí com a jutgessa va ser un jutjat de primera instància de Bilbao, però de seguida va entrar en un de social i aquesta ha esdevingut la seva especialitat. Va ser presidenta d'aquesta sala al Tribunal Superior de Justícia de Castella i Lleó entre el 1997 i el 2002.
Des del 2006 va treballar al Tribunal Suprem, sempre a la sala social. El 30 de setembre del 2020 en va ser nomenada presidenta, la primera dona que ocupa aquest càrrec des que el 1812 es va crear aquest tribunal. Va ser escollida per 19 dels 21 membres del plenari, mentre que dos vocals progressistes, Álvaro Cuesta i concepción Sáez, van votar en blanc. En aquest moment al Tribunal Suprem hi havia una altra magistrada, la de la sala segona Susana Polo García, que va entrar-hi el 26 de novembre del 2019. D'aquesta manera, des del nomenament dos dels onze magistrats del Suprem són dones.
Ha escrit diverses llibre i articles sobre el dret social de la Unió Europea, principis de dret del treball o la igualtat en el món del treball.
Es va jubilar l'octubre de 2022.